# George Gilbert Scott Jr.
George Gilbert Scott Jr., né le 8 octobre 1839 à Londres et mort 6 mai 1897 dans la même ville, est un architecte britannique renommé, principalement actif dans les styles néogothique tardif et néo-Queen Anne.
Connu ultérieurement sous l’appellation de « Middle Scott », il était l’aîné des enfants de Gilbert Scott (George Gilbert Scott) et devint à son tour le géniteur de Sir Giles Gilbert Scott et d’Adrian Gilbert Scott, lesquels empruntèrent pareillement la carrière d’architecte.
Les ultimes années de son existence, succédant au trépas de son géniteur, furent caractérisées par un dérèglement psychique et une alcoolisation immodérée. Il s’éteignit des suites d’une cirrhose hépatique au Midland Grand Hotel, situé à St Pancras, édifice dont la conception revenait à son père.

## Biographie
Scott naquit à Londres, le huitième jour d’octobre 1839. Issu de George Gilbert Scott et de son épouse, Caroline Oldrid, il était leur fils aîné. Après avoir obtenu une bourse au collège d’Eton, il entama sa formation architecturale au sein de l’agence paternelle. En 1863, il fut admis au Jesus College de Cambridge, où il se distingua par l’obtention d’un diplôme de première classe en sciences morales (1866), suivi du grade de bachelier ès arts (1867), puis de celui de maître ès arts (1870). 

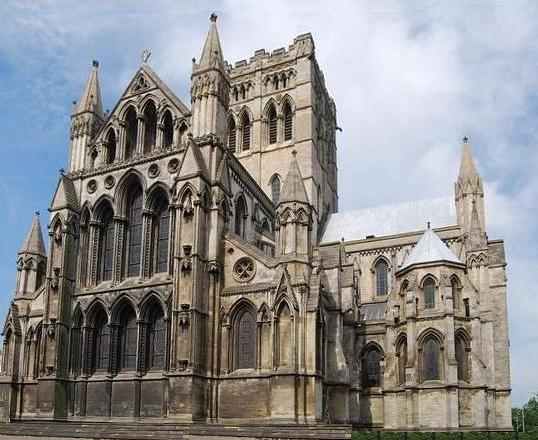
Cathédrale Saint-Jean-Baptiste, Norwich (RC)

Durant les décennies 1860 et 1870, il œuvre au sein de l’agence d’architecture paternelle, secondant ce dernier dans ses travaux. C’est au cours de cette même période qu’il contracte mariage avec Ellen King Sampson. 

En 1874, il établit la firme Watts & Company en collaboration avec deux éminents architectes de l’époque victorienne : George Frederick Bodley, concepteur de la cathédrale nationale de Washington, et Thomas Garner. Durant les années 1860 et 1870, Bodley, Garner et Scott résidaient tous dans le quartier londonien de Hampstead, plus précisément à Church Row, où ils se concertaient fréquemment afin d’échanger sur leurs conceptions architecturales. 

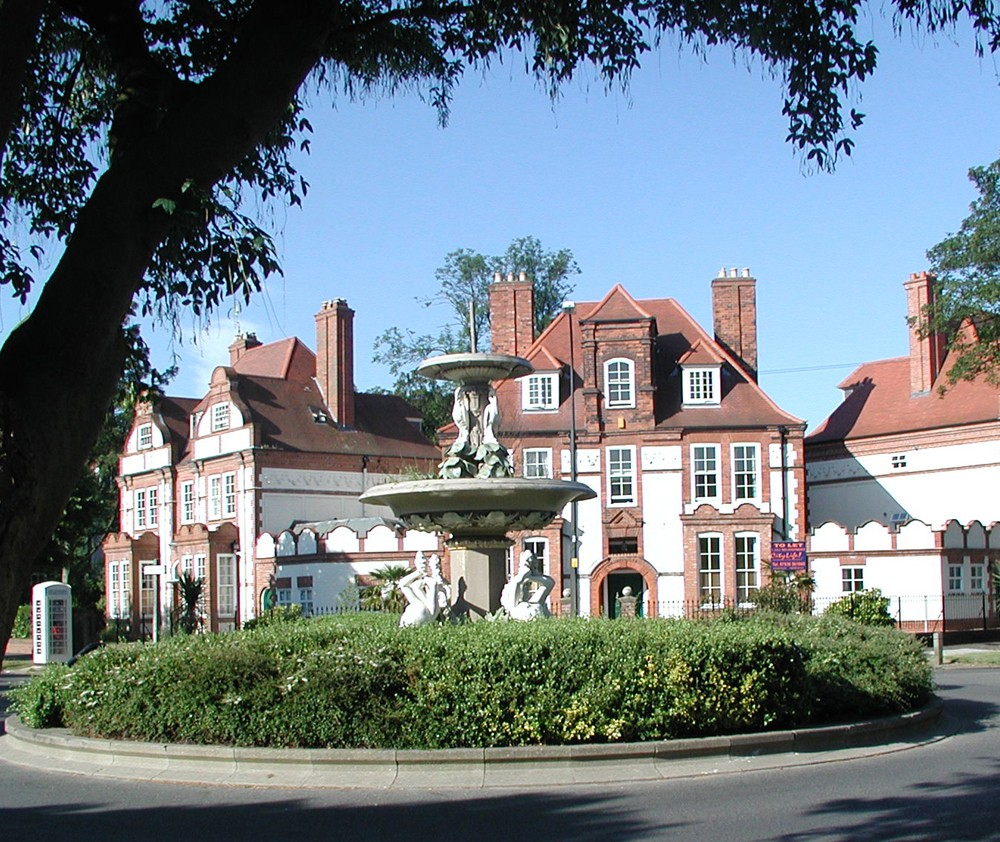
Maisons de Gilbert Scott dans The Avenues, Hull

Parmi les édifices qu’il conçut figure l’église Saint-Jean-Baptiste de Norwich, élevée par la suite au rang de cathédrale catholique romaine. Il fut également l’auteur des bâtiments de trois collèges de l’Université de Cambridge : Christ’s, Pembroke et Peterhouse, ainsi que des structures principales du Dulwich College, situé dans le sud de Londres. Plusieurs de ses réalisations les plus remarquables, telles que les églises All Hallows à Southwark (1877) et St Agnes à Kennington (1880), furent anéanties lors des bombardements de la Seconde Guerre mondiale,. Ses œuvres résidentielles les mieux conservées se trouvent dans le quartier des Avenues, à Kingston upon Hull, où elles adoptent un style néo-Queen Anne. Une part substantielle de sa production s’inscrit dans ce même courant ou s’inspire des formes tardives de l’architecture gothique. 
Après le décès de son père en 1878, il se détourne progressivement de la sphère architecturale et subsiste grâce à son héritage. En 1880, Scott embrasse la foi catholique romaine, suscitant la consternation de sa parentèle. Les dernières années de son existence furent marquées par une fragilité psychique croissante, conduisant à son internement à l’hôpital de Bethlem en 1883. Une requête formulée par ses frères et son époux aboutit, en 1884, à une expertise publique le déclarant aliéné. Il s’évada jusqu’à Rouen, en France, mais, de retour en Angleterre en 1885, il fut de nouveau placé en institution, puis une ultime fois entre 1891 et 1892. 
Scott décéda le 6 mai 1897 des suites d’une cirrhose hépatique alors qu’il résidait au Midland Grand Hotel, situé à St Pancras. Cet établissement, œuvre de son propre père, figurait parmi les réalisations architecturales notables de l’époque. Ses obsèques furent célébrées le 11 mai 1897 en l’église St John-at-Hampstead, où il fut inhumé. 
Il engendra six enfants, parmi lesquels quatre parvinrent à l’âge adulte. Deux de ses fils, Giles Gilbert Scott et Adrian Gilbert Scott, se distinguèrent dans la profession d’architecte, acquérant une notoriété certaine dans ce domaine. 

## Sources
- (en) Gavin Stamp, « Scott, George Gilbert (1839–1897), architect and scholar », dans Oxford Dictionary of National Biography, Oxford University Press
- Stamp, Gavin, An Architect of Promise: George Gilbert Scott Jr and the Late Gothic Revival, Shaun Tyas, 2002 (ISBN 978-1-900289-51-1)